# Gardena (Kalifornia)
Gardena – miasto w Stanach Zjednoczonych, w stanie Kalifornia, w hrabstwie Los Angeles.